# Латыгорский сельсовет
Латыгорский сельсовет — упразднённая административно-территориальная единица, существовавшая на территории Рязанской губернии и Московской области до 1939 года.

## История
Латыгорский сельсовет был образован в первые годы советской власти. В конце 1920-х годов он входил в состав Григорьевской волости Зарайского уезда Рязанской губернии.
В 1929 году Латыгорский с/с был отнесён к Зарайскому району Коломенского округа Московской области.
17 июля 1939 года Латыгорский с/с был упразднён. При этом его территория (селения Козловские Выселки и Латыгори) была передана в Печерниковский с/с.